# František Chovanec (politik)
František Chovanec (25. května 1900 Rožnov pod Radhoštěm – březen 1972) byl český a československý politik Československé sociální demokracie a poválečný poslanec Ústavodárného Národního shromáždění.

## Biografie
Původní profesí byl strojníkem. V roce 1939 se v rodném Rožnově pod Radhoštěm zapojil do činnosti odbojové skupiny Obrana národa. Rozšiřoval protiokupační letáky a zajišťoval a přechovával zbraně. V rámci série razií a domovních prohlídek ho ovšem v únoru 1941 zatklo gestapo. Byl vězněn a internován v koncentračním táboře v Ratiboři. Při pochodu smrti na přelomu ledna a února 1945 se mu podařilo uprchnout, dojít do Rožnova a odtud po zotavení došel do Plzně, kde se v květnu 1945 zúčastnil bojů při přebírání moci do československých rukou.
Po parlamentních volbách v roce 1946 se stal poslancem Ústavodárného Národního shromáždění za Československou sociální demokracii. Mandát ale získal až dodatečně v květnu 1948 (tedy až po únorovém převratu) jako náhradník poté, co rezignoval poslanec Vojta Beneš. V parlamentu zasedal jen po krátkou dobu do voleb do Národního shromáždění roku 1948.
Patřil k významným postavám regionální politiky na Plzeňsku. Po únorovém převratu patřil k prokomunisticky orientované části sociální demokracie. Zasedl za ni v předsednictvu okresního Akčního výboru Národní fronty a krajského Akčního výboru ČSSD. Počátkem března 1948 se za ČSSD stal místopředsedou Ústředního národního výboru města Plzně. ČSSD se v červnu roku 1948 sloučila s KSČ. Jeho vnuk Milan Chovanec o něm v roce 2018 v souvislosti s tehdejším hlasováním o důvěře druhé Babišově vládě napsal, že František Chovanec se sloučením ČSSD s KSČ nesouhlasil a byl za to postihován.
Na postu náměstka předsedy ÚNV statutárního města Plzně nicméně setrval až do konce června 1950. Byl též předsedou komise pro správu národního majetku movitého a nemovitého a věcné válečné škody.
V 60. letech byl evidován jako agent Státní bezpečnosti pod krycím jménem Kapitán u KS StB Plzeň.
„František Chovanec (1900)“ zemřel podle oznámení v deníku Pravda v březnu roku 1972. Byl tehdy uváděn bytem Plzeň-Zátiší.

## Rodina
Jeho vnukem je Milan Chovanec, sociálnědemokratický plzeňský politik z počátku 21. století, hejtman Plzeňského kraje a pozdější český ministr vnitra.